# Szűz Mária-szobor (Hradzsin tér)
A prágai Hradzsin tér fölső részének közepén álló Szűz Mária-szobrot (pestisoszlopot) hálából állították azért, mert a pestisjárvány Prágának ezt a városrészét elkerülte. A szoborcsoportot 1725–1728 között faragta ki Ferdinand Maximilián Brokoff, de a felállított alkotást csak 1736-ban szentelték fel.
A háromszög alapú, kettős talapzatra elhelyezett álló és ülő szoboralakok Prága városának védőszentjei, akiknek a városrész polgárai megmenekülésüket köszönték.
Az alsó talapzat alakjai: Nepomuki Szent János, Szent Erzsébet, Szent Péter, Szent Norbert, Szent Flórián és Borromei Szent Károly. A fentiek: Szent Vencel és Prágai Szent Adalbert. Az oszlop tetején a Szeplőtelen Szűz Mária alakja másolat, az eredeti szobor a Cseh Nemzeti Múzeum kőtárának egyik szép darabja.
A szobrász Árpád-házi Szent Erzsébetet díszmagyarban, zsinórokkal díszített ruhában, koronás fővel formálta meg. A díszruhás szent fonott kosárból cipót nyújt egy térdeplő koldusnak.